# Anta de Santa Maria Madalena
L'Anta de Santa Maria Madalena (aussi appelé, Anta-Capela de Alcobertas) est un dolmen christianisé situé dans la freguesia de Alcobertas, sur le territoire de la municipalité de Rio Maior (district de Santarém, Portugal),. 
Le mot anta est l'équivalent portugais d'« ante » (pilier terminal d'un temple grec ou romain), mais il est aussi employé pour désigner les pierres d'un dolmen ou le dolmen lui-même. Environ 5 000 structures mégalithiques de ce type ont été construites au Néolithique dans l'ouest de la péninsule Ibérique par les successeurs de la culture de la céramique cardiale ou Cardial.
Il est classé Immeuble d'intérêt public (Catégorie IIP) depuis 1957.

## Description

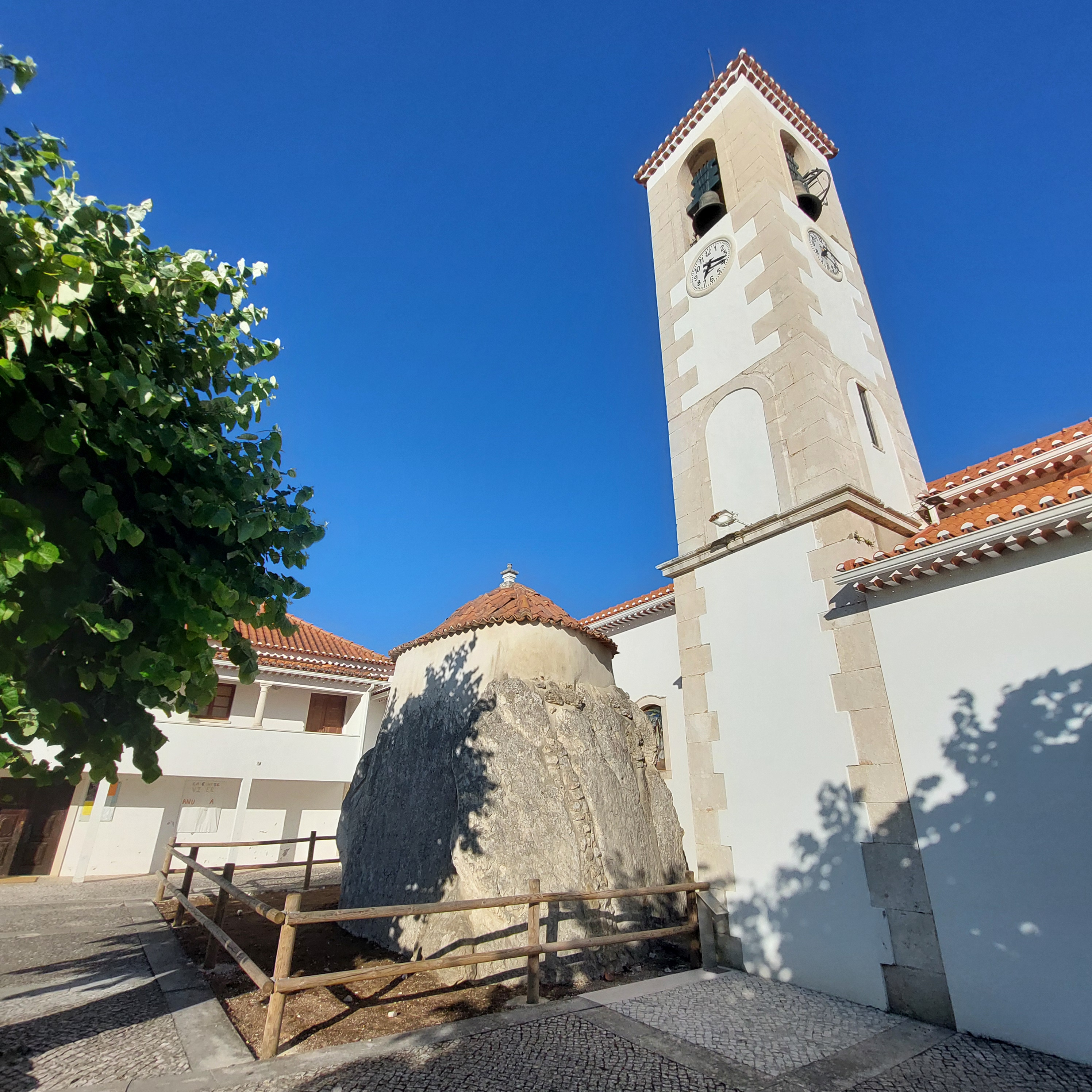
Eglise paroissiale d'Alcobertas.

Ce monument mégalithique remonte à la période néolithique (environ 3000 av. J.-C.) et se trouve relié à l'église baroque du village. La chapelle mégalithique d'Alcobertas est l'une des 10 plus grandes de la péninsule ibérique. Il existe deux autres chapelles de ce type spécifique au Portugal : les chapelles de São Dionis à Montemor-o-Novo et de São Brissos à Mora.
Le dolmen est constitué de sept orthostates de calcaire qui composait la chambre funéraire polygonale recouverte d'un monolithe de toiture. Aujourd'hui, la partie supérieure est murée et un toit fait des mêmes tuiles rouges que celles de l'église recouvre la maçonnerie extérieure semi-circulaire de l'anta-chapelle latérale. L'entrée est formée de deux orthostates qui formaient anciennement l'allée couverte avec un arc décoré de tuiles (du XVIIe siècle). Dans la partie supérieure se trouve une représentation de Marie Madeleine en prière. L'autel simple s'appuie contre l'un des piliers de soutien, sur lequel se trouve une figure en terre cuite de sainte Anne. À côté se trouve un autel du XVIIe siècle avec une image de sainte Marie Madeleine.
L'église paroissiale d'Alcobertas est un exemple rare de christianisation d'un ancien monument mégalithique, qui a survécu jusqu'à nos jours dans le cadre de l'œuvre architecturale de l'église.

## Galerie

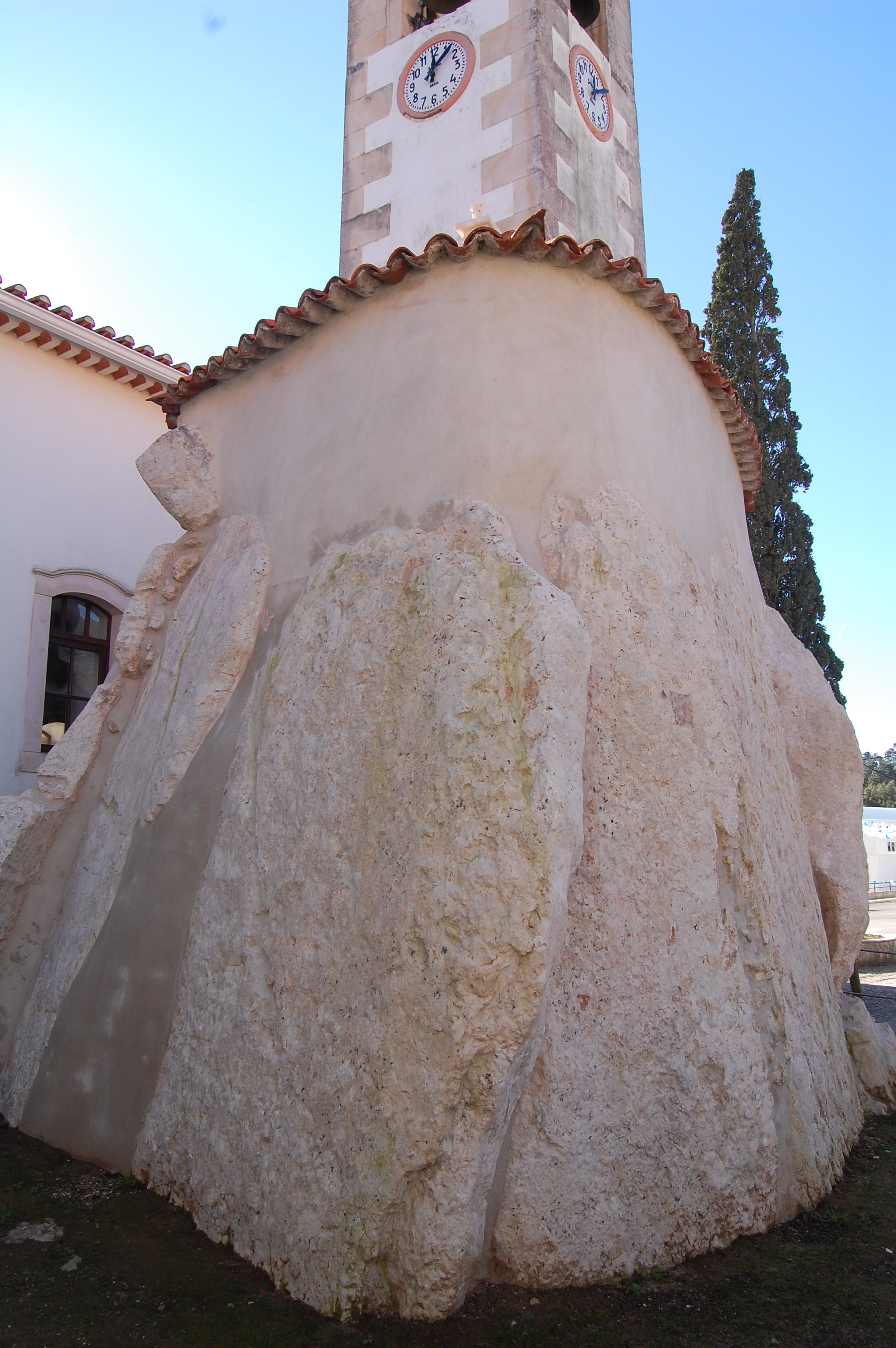
Extérieur de l'Anta.
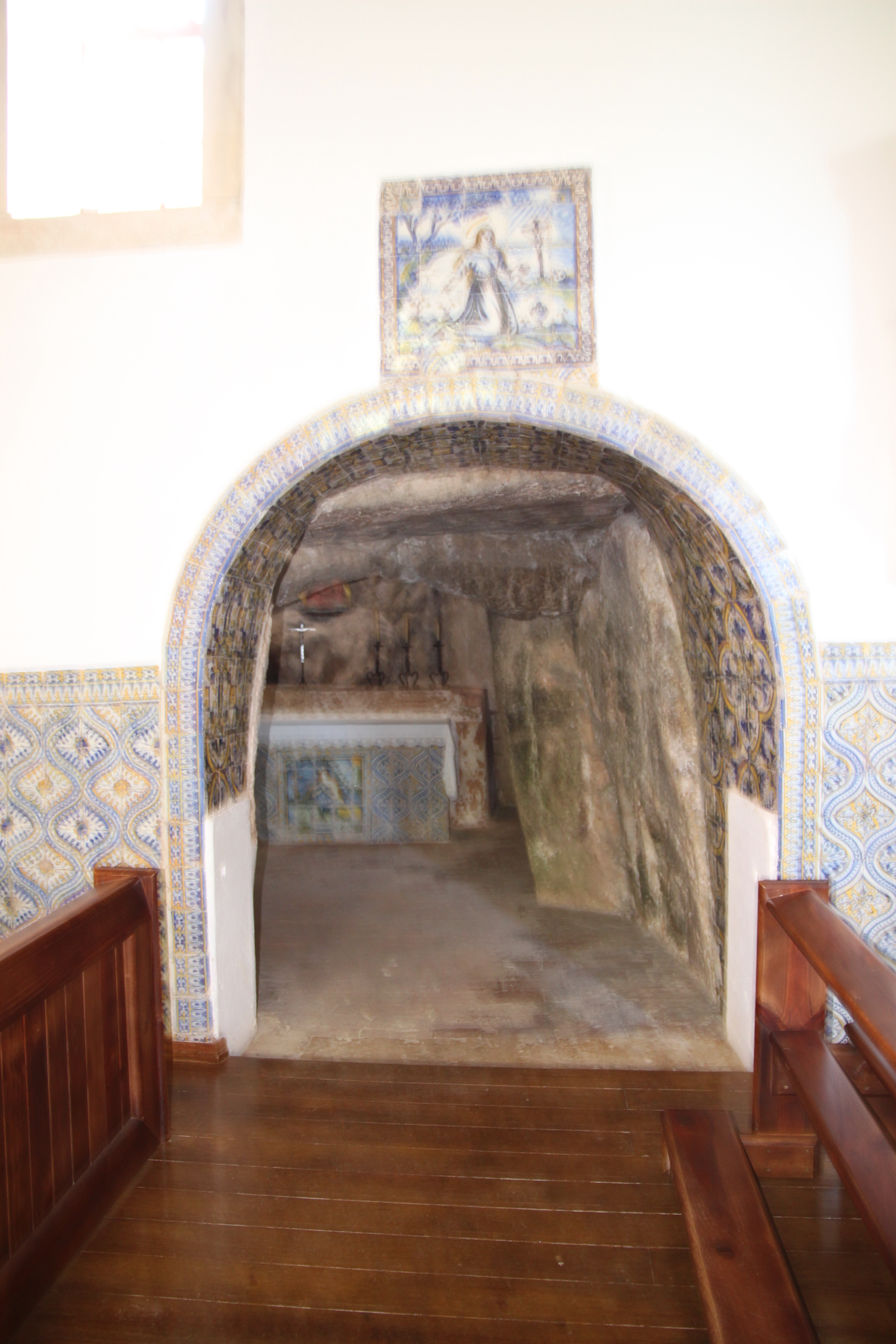
Entrée de l'Anta par l'église paroissiale.
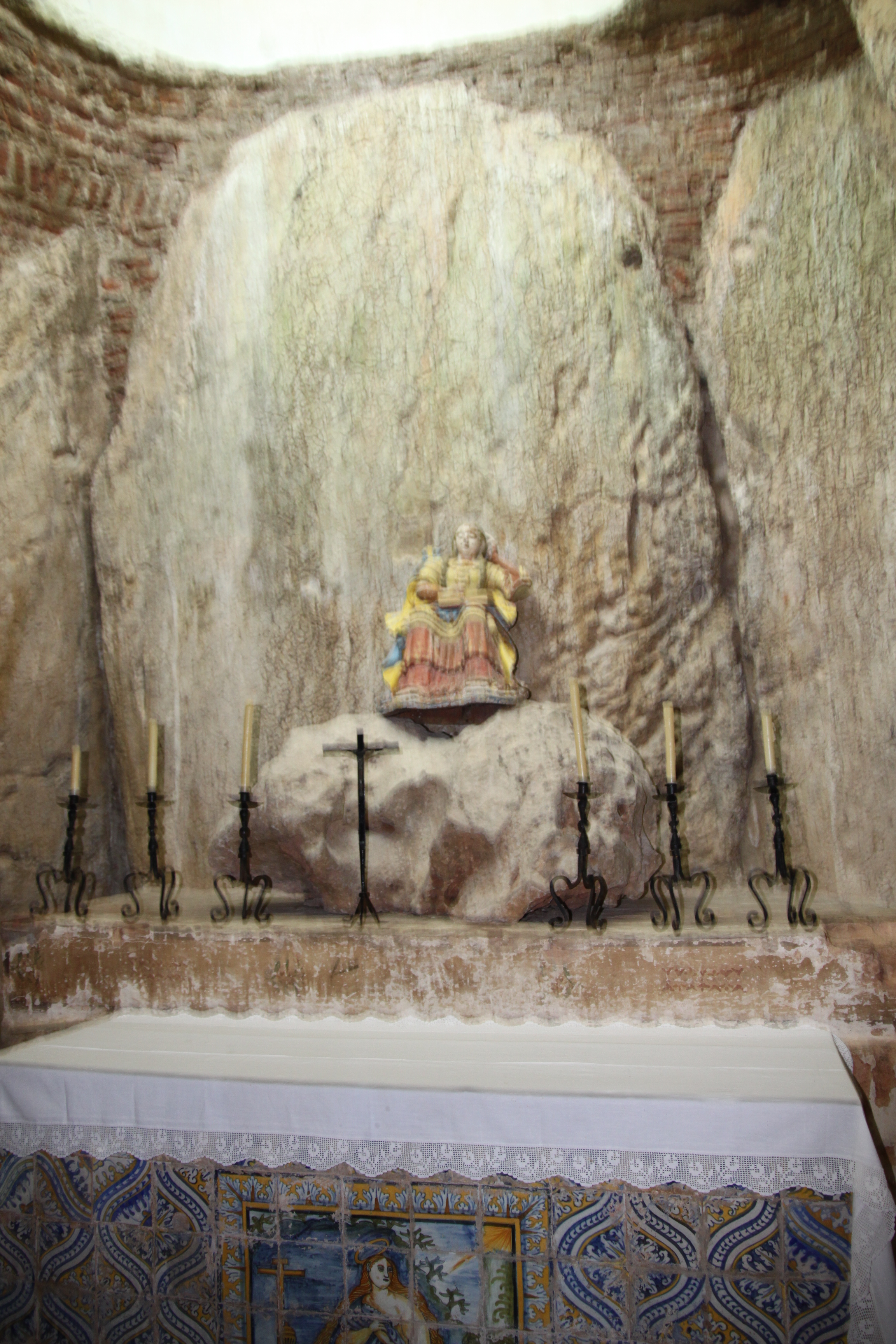
Chapelle à l'intérieur de l'Anta.